# Сираджгандж-Садар
Сираджгандж-Садар (бенг. সিরাজগঞ্জ সদর, англ. Sirajganj Sadar) — подокруг на севере Бангладеш. Входит в состав округа Сираджгандж. Образован в 1772 году. Административный центр — город Сираджгандж. Площадь подокруга — 325,77 км². По данным переписи 1991 года численность населения подокруга составляла 389 160 человек. Плотность населения равнялась 1195 чел. на 1 км². Уровень грамотности населения составлял 29,8 %. Религиозный состав: мусульмане — 95,16 %, индуисты — 4,80 %, прочие — 0,04 %.